# Visoška kronika
Visoška kronika je zgodovinski roman, ki ga je Ivan Tavčar objavil leta 1919 v dvanajstih nadaljevanjih v Ljubljanskem zvonu. Za popis zgodovine rodov gospodarjev na Visokem si je izbral obliko kronike in za pripovedovalca postavil namišljenega kronista, sam pa vzbuja dojem, da je zapiske omenjenega kronista le našel in jih objavil.
Visoško kroniko določajo tri zgodovinske teme; preganjanje čarovnic, preganjanje protestantov in 30-letna vojna. Poleg zgodovinske tematike pa je Tavčar veliko pozornosti namenil tudi domoljubju in ljubezni do zemlje, in sicer z izbiro kmečke snovi, s popisom lepote domačih krajev in jasnimi protinemškimi stališči. Pisec kronike Izidor na začetku tudi pove, da kroniko piše zato, da bo bralec videl, kako so on in njegova družina vse življenje delali pokoro za očetove grehe. To prepričanje prevzame tudi njegov sin Georgius, ki je po očetovi smrti kroniko nadaljeval.
Pisatelj je nameraval napisati trilogijo, ki bi opisovala tri generacije v treh zaporednih stoletjih, vendar je pred smrtjo uspel napisati samo prvi del.

## Pobude za nastanek
Ker je avtor delo posvetil »svoji ženi Frančiški, sedanji Visošci« in se v posvetilu podpisal z mladostnim psevdonimom Emil Leon ter dodal letnico 1695, se je v literarni vedi oblikovala domneva, da je roman nastal kot Tavčarjevo darilo ženi Franji ob njeni petdesetletnici. Franja je bila znana kot narodno dejavna gospa in je med prvo svetovno vojno navdušeno podprla majniško deklaracijo o avtonomiji južnih Slovanov pod habsburško krono, zato je logičen sklep, da je Visoška kronika delo, ki naj bi bilo v oporo Slovencem na novi politični poti. 
V nekem zapisku Tavčar priznava, da piše iz nečimrnosti in ker je vse preveč energije doslej porabil v politiki. V pozno ustvarjalno obdobje so ga več ali manj »pahnili« politični nagibi, ko je občutil, da so ga njegovi mlajši strankarski kolegi zaradi starosti že odpisali. 
Morda ga je najbolj pekel očitek starčevske nesposobnosti, in prav ta je neposredno sprožil oblikovanje Visoške kronike, kot sam priznava Izidorju Cankarju: »Nekaj mesecev je naše slovstvo posebno čvrsto poganjalo takozvane 'misli' oziroma 'aforizme'. V 'Domu in svetu' čitam nekega dne aforizme g. dr. Preglja, ki ga osebno ne poznam. Priočil je svoje 'misli', in med drugim priobčil tudi to 'misel', "da naj ga Bog obvaruje, če je enkrat dosegel petdeseto leto svojega življenja, da bi še kaj pisal ali pisaril". Ta 'misel' me je zopet podkurila − in par dni pozneje sem že začel pisati ali pisariti 'Visoško kroniko'. Z g. Pregljem se morda ne bova prepirala: če bo moj spis potrdil resnico njegove slovstvene dogme, mu to gotovo ne bo v škodo; če ne, sodim o g. profesorju, da radi tega ne postane nesrečen, ker vsako pravilo dopušča to ali ono izjemo!«
Neposreden razlog za raziskovanje visoških arhivov pa je dejstvo, da je leta 1893 postal lastnik visoškega dvorca in pripadajočega posestva. Na posestvo se je navezal in z zanimanjem prebiral stare listine iz arhiva, ki je bil tako obsežen, da mu je zagotovil dovolj zgodovinskega gradiva za kroniko.

## Obnova zgodbe
Roman je postavljen v 17. stoletje na Visoko nad Škofjo Loko. Zapisovalec kronike je Izidor Kalan (oz. Khallan). Izidor pripoveduje o svojem očetu Polikarpu Khallanu, o njegovi trdi osebnosti, o tem, kako si je posestvo pridobil z zločinom. Polikarp se je namreč bojeval v 30-letni vojni in je s kameradoma Lukežem in Joštom Schwarzkoblerjem ukradel vojaško blagajno. Plen naj bi si razdelili, vendar sta Polikarp in Jošt, Lukeža ogoljufala, Schwarzkoblerja pa je Polikarp kasneje po poti domov ubil. Kupil je obe visoški kmetiji, Lukeža pa vzel za hlapca. V zakonu sta se mu rodila dva sinova, Izidor in Jurij. Izidor se je izučil kovaštva, Jurija pa so poslali v jezuitsko šolo v Ljubljano, a so ga tam po štirih letih zavrnili. Ko je bil Izidor star 26 let, mu je oče povedal, da ga je namenil za dediča in mu za nevesto izbral Margareto Wulffing iz Davče, ki je bila Izidorjeva sestrična.
Na Visoko pride stara Pasaverica in prosi za prenočišče. Morala je od doma za zaslužkom, da bi lahko preživljala vnukinjo Agato; njenega moža Jošta Schwarzkoblerja so namreč našli umorjenega blizu domače vasi pri kraju Passau. Ko prekolne morilca svojega moža, Polikarp obnemi in se zgrudi. Drugo jutro Pasaverica umre. 
Oče po njeni smrti Izidorju razkrije svojo življenjsko zgodbo in mu naroči, naj prekine zaroko z Margareto in odide na Nemško po Agato ter se z njo poroči, če ga bo hotela za moža, v nasprotnem primeru naj ji izplača polovico od obeh kmetij. Zatem tudi on umre.
Z Agatinim prihodom se je začelo na Visokem novo življenje. V Agato, ki je namenjena za ženo Izidorju, se zaljubita njegov brat Jurij in Marks Wulffing, brat prejšnje Izidorjeve zaročenke Margarete, ki je na Visokem služil kot hlapec. Ker je Agata Marksa zavrnila s klofuto, se ji je ta maščeval tako, da jo je obtožil čarovništva in jo naznanil na loškem gradu. Na binkošti (3. junija) so prišli na Visoko biriči in odgnali Agato v Loko.
Izidor je šel na loški grad, da bi glede Agate govoril s škofom Joannesom Franciscusom (oz. Janezom Frančiškom). Škof ga je vprašal, ali veruje v čarovnice. Izidor pritrdi. Na koncu mu škof pojasni, da bodo poskusili z vodo in če Agata na kateri koli način pride živa iz vode, je njena nedolžnost dokazana.
Sodbo so pripravili pod mestom, ob sotočju obeh Sor. Sodniki so zaslišali Izidorja in Jurija. Jurij je pričal, da ne veruje v čarovnice, saj še nobene ni videl. Naslednji dan ob enajstih dopoldne se je začel preizkus z vodo. Agata je zabredla v vodo, ko pa jo je spodneslo in je izginila pod gladino, je Jurij skočil v vodo in jo rešil. Njeno nedolžnost je potrdila še Margareta, ki je pričala proti bratu Marksu. Agata je kasneje očitala Izidorju, ker se ni zavzel zanjo in je celo verjel, da je čarovnica. Domov jo je na konju peljal Jurij in Izidor je spoznal, da jo je izgubil zaradi svoje »posvetne ošabnosti«.
Agata je bila v postelji mesec dni. Nato je Izidor njej in Juriju izročil obe posestvi in odšel v vojsko. Sam si je vzel le gornjo hišo in toliko denarja, kot bi ga moral dobiti brat Jurij. Leta 1695 sta se Jurij in Agata poročila, dve leti kasneje pa se Izidor vrne iz vojske (od doma je bil 12 let). Poškodovanemu Izidorju je prišla streč Margareta Wulffing, ki je še vedno gojila čustva do njega. Tako se z njo Izidor tudi oženi. Izidor je umrl 20. decembra 1710.
Izidorjev sin Georgius Postumus, ki se je rodil po očetovi smrti, je pripisal, kaj se je v tem času zgodilo na Visokem. Leta 1716 je kužna bolezen pobrala gospodarja Jurija in najstarejšega otroka. Na Visokem živita obe materi, Jurijeva hči Suzana in on, Izidorjev sin. Dve leti starejša sestrična ga včasih preseneti s pogledom, ki skoraj "ni dovoljen med najbližjimi sorodniki". On pa se želi posvetiti oltarju in opravljati službo za duše tistih, ki so na visoškem dvorcu umrli pred njim in še vedno iščejo božjega usmiljenja.

## Karakterizacija oseb
Glavne osebe v romanu so iz treh družin, ki so se med seboj usodno povezale: Kalanova družina z Visokega (Polikarp, Izidor, Jurij), Wulffingova družina s Suhe (od koder je bila Polikarpova žena Barbara) in iz Davče (od koder sta bila Marks in Margareta) ter Schwarzkoblerjeva iz vasi Passau (od koder sta bila Jošt in njegova vnukinja Agata). Pomembno vlogo imata še hlapec Lukež in škof Joannes Franciscus (Janez Frančišek).
Oče Polikarp
Polikarp je bil nezakonski otrok, saj svojega očeta ni poznal, mati pa je služila na gradu na Brdu. Ko je mati umrla, je postal samotar, kar pomeni, da ni imel skoraj nobenega prijatelja. Odšel je po svetu in se leta 1630 vključil v tridesetletno vojno. Tam so morili, požigali, kradli, posiljevali ženske ... Smrti se ni bal. Bojeval se je na tisti strani, kjer se mu je bolje godilo. V vojni je bil osemnajst let, kar je vplivalo nanj in na njegove vrednote. Med vojno se ga je polastila lakomnost. Polikarp je začel varčevati svoje zlatnike, ko si je nek general, ki ga je zajel, življenje odkupil z zlatniki. Kasneje je umoril Jošta Schwarzkoblerja povsem iz koristoljubja. Po vojni si je s pridobljenim denarjem na Visokem zagotovil lepo prihodnost. Tudi ko je na Visoko prišel Lukež, z njim ni hotel deliti plena iz vojaške blagajne; raje se mu je zlagal, da je njegov delež vzel Jošt. Vendar pa Polikarpa vest ni zelo preganjala, saj je njegovo življenje temeljilo na spoznanju, da je življenje boj, da je človek človeku volk. Venomer je bil zakopan v delo in gospodarjenje, kot človek, ki bi rad nekaj pozabil in tudi bližnje je gnal kot živino. Po nekaj letih miru je začel umorjeni Jošt Polikarpa preganjati v sanjah. Preselil se je v klet, da ne bi motil ostale družine. Resnica o Schwarzkoblerju in Pasaveričina kletev Polikarpa streta. Tudi fizično propade, saj ga zadene kap in začne se dolgotrajno in mučno umiranje. Po tem dogodku se celo obrne na protestantskega duhovnika (za razliko od katoliške žene in sina Izidorja je bil protestant), čeprav prej ni imel posebnega odnosa do Boga. Na smrtni postelji se mu začne pojavljati vprašanje, kaj bo z njegovo dušo na onem svetu. Zato odgovornost za svoja dejanja položi na Izidorjeva ramena. Če bo sin poravnal njegovo krivico, sme Polikarp upati na božje usmiljenje.
Izidor
Izidor je človek z bojazljivo dušo. Na oblikovanje njegove osebnosti je vplivala premočna očetova osebnost (ni vedel, ali bi se ga bal ali bi ga občudoval), njegovo neomajna vera v Boga in v svet, kot ga je uredil Bog (stroga hierarhičnost fevdalne družbene ureditve) ter ponosna drža zaradi svojega imetja in imena. Že kot otrok je bil Izidor šibak, krhek in plah. V otroštvu sta ga kruto zaznamovala kazen, ko mu je oče odsekal mezinec, in obisk loške mučilnice, ki mu je v kosti nagnal strah pred oblastjo. Prepričan je, da za vsak greh sledi kazen, tako v posvetnem življenju kot tudi pred Bogom. Izidor se v vsakdanjih situacijah zato veliko obrača na Boga in veliko moli. Mirno in popolnoma pokorno sprejema vse očetove odločitve v zvezi z njegovo ženitvijo in ostalimi opravki na posestvu. Ko oče umre, postane lastnik posestva, ki naj bi ga delil z Agato. Z omenjenim lastništvom postane bolj ponosen, ošaben in skrbi za svoj ugled. Ugled visoških kmetij pa zamaje postopek proti Agati in ob tem se izkaže šibkost njegovega značaja. Izidor ni sposoben racionalnega premisleka, ne zaupa Agati, temveč sledi mnenju množice in oblasti. Izkaže se njegovo praznoverje, kajti škofu prizna, da verjame v čarovnice. Na tehtnico postavi ljubezen do Agate in svojo vero v čarovnice. Ker se boji za lasten ugled, je na sojenju distanciran in hladen do Agate, ne kaže nikakršnega sočutja. Šele na koncu dojame, da je bilo njegovo razumevanje božjih naukov nekoliko preozko. A takrat je že prepozno, saj Agato kot življenjsko sopotnico izgubi. Izidor se izkaže za narodno zavednega, saj ima vcepljeno očetovo idejo o asimilaciji Nemcev, ki pravi, da se je treba poročati z Nemkami, da bodo te rojevale slovenske otroke. Njegova narodna zavest, ki se ji pridruži še kmečki ponos, je najbolj izrazita, ko se v Loki po neuspešni sklenitvi zaroke z Margareto stepe z Wulffingovima sinovoma. Takrat namreč ni hotel poklekniti pred grajskim glavarjem in je bil za kazen vklenjen v klado. Poleg nacionalnega ponosa se na tem mestu pokaže tudi ponos lastnika, ki pa se s tem, ko ga ljudje sprejemajo kot uglednega in premožnega člana družbe, vedno bolj krepi. Opazi se, da je gotov in varen samo v ekonomskih zadevah, saj se žene le za ugledom, denarjem in dobičkom. Izidor se izkaže za nesvobodnega človeka, katerega življenje je nesrečno, mučno in grenko. Izidor se s takim življenjem sprijazni in se tako izogiba odgovornosti za lastna dejanja.
Jurij
Jurij je povprečen kmečki fant. Je vesel in radoživ, v svoji mladosti je rad veseljačil, plesal in kaj popil. Starši so ga poslali v jezuitsko šolo v Ljubljano, vendar je imel več v rokah kot pa v glavi in šolanja ni zaključil. Vseeno pridobljeno znanje uspešno uporabi na sojenju, ko je povedal, da je učen jezuit v knjigi napisal in dokazal, da čarovnic ni. Jurijeva in Agatina obojestranska naklonjenost se velikokrat pokaže, za razliko od Izidorjeve naklonjenosti, ki je izrazito neerotična. Na sojenju se Jurij vede zelo odraslo, odločno in sočutno. Agato prinese iz vozička na sodni oder in jo na koncu tudi reši iz vode. Na morebitno sramovanje niti ne pomisli, temveč je zanjo pripravljen tudi poklekniti pred grajskim glavarjem, da bi ji omogočil znosnejše bivanje v ječi. Na zaslišanju pove, da ne verjame v čarovnice, ker še nobene ni videl, kar kaže na njegovo razumsko ravnanje. Jurij ne podleže splošnemu praznoverju. V nasprotju z Izidorjem je Jurij svoboden človek. Pri njegovem ravnanju ga ljubezen do Agate in s svojim samozavestnim in odločnim nastopom ter prepričanjem v njeno nedolžnost, si zasluženo pridobi njeno ljubezen. Kar se tiče odločnosti in razboritosti, je Jurij veliko bolj podoben očetu Polikarpu kot pa Izidor. Na koncu zaradi odkrite naklonjenosti, odločnosti in razumnega pogleda na svet Jurij dobi vse tisto, kar je Izidorju pomenilo največ: Agato in Visoko.
Mati Barbara
Barbara je bila tiha, a rahločutna ženska. V zakon je prišla neizkušena in neizobražena ter na posestvu, kakršno je bilo visoško, se je vsega priučila in veliko postorila. Njen zakon ob tako trdem in robatem človeku je bil brez ljubezni in upanja na srečo. V zgornji hiši je spala sama z obema sinovoma, Polikarp pa je spal v kleti. Nemalokrat je bila deležna udarcev, ko se je mož spozabil in jo udaril vpričo otrok in služinčadi. Pri hiši je morala podpirati tri vogale, a drugače ni imela nobene besede. Poleg tega, da je bila veliko mlajša od moža in je bila Nemka, sta si bila drugačna tudi po veri, kajti Barbara je bila katoličanka. Ker pri možu ni dobila dobre besede - bolj mu je bila dekla kot pa življenjska sopotnica - se je raje oklenila svojih dveh otrok ter ju tolažila in bodrila, ko se je Polikarp lotil tudi njiju.
Agata
Agata je na Visoko prišla v svojem sedemnajstem letu, torej v letih, ko ni bila več otrok, pa tudi ženska še ne. Je vesela, krotka in družabna. Do ljudi je dobra in zaupljiva, ne mara pa krivice. Zna se postaviti zase, kar se pokaže, ko pijanemu Marksu prisoli klofuto. Njena ljubezen do Izidorja je bila sestrska, do Jurija pa malo več kot le-to. Agata je znala biti tudi vihrava in ljubosumna, sploh ko je Jurij na plesu cel večer plesal z Ano Renato. Obdobje obsodbe, ječe in sodbe je na njej pustilo velik pečat. Ne samo, da jo je fizično izčrpalo, temveč je uplahnilo tudi njeno veselje do življenja. Postala je bolj resna, ta izkušnja jo je postarala. Še isto leto, ko je oproščena se poroči z Jurijem in si z njim ustvari zakonsko življenje na Visokem, vendar nikoli več ni tako vesela in poskočna, kot je bila pred sojenjem.
Margareta
Margareta je pravo poosebljenje dobrote. Že ko sta se z Izidorjem prvič zagledala v Davči, se je vanj zaljubila. Že takrat je bila pridna in delovna, tudi na videz ženska, ki ji nobeno delo ni tuje. Ko sta brata hotela Izidorja pretepsti, je ona zgladila spor in se potegnila za Izidorja. Bila je dobra, poštena in znala je odpuščati. Kljub temu, da je Izidor razdrl zaroko in je bil nato zaradi pretepa vklenjen v klado, mu je ona obrisala potno čelo in dala piti. Izidorja je vseskozi iskreno ljubila, saj se ni poročila z drugim, kljub temu da je imela nekaj snubcev. Ko se je po dvanajstih letih vrnil domov s prestreljenimi prsmi, mu je nesebično prišla streč. Na koncu je bila njena vztrajnost poplačana, saj jo je Izidor pri njenih 37 letih končno vzel za ženo.
Škof Janez Frančišek
Škof je v zgodbi ena najbolj razsvetljenih in pozitivno karakteriziranih oseb. Janez Frančišek se izkaže za preudarnega in previdnega oblastnika. Čeprav je deloval trd in ukazovalen (preden je prestopil v Cerkev, naj bi bil oficir), je najprej želel vedeti, kako in kaj mislijo njegovi podrejeni, šele nato je prišel na dan s svojo besedo. V čarovnice škof ne verjame in v to skuša racionalno prepričati tudi Izidorja. Sam si zato izmisli preizkus z vodo in s pomočjo Jurija Izidorju in ostali množici dokaže zmotnost njihovega verovanja. Škof tudi graja zbrano množico na sojenju in jim očita, da niso kristjani, ko so se prišli naslajat nad tujo nesrečo. Agato prikaže kot žrtev za vse ostale, ki so se skozi njeno trpljenje prepričali, da čarovnic ni. Škof je pokazal, kako so ljudje še vedno obremenjeni s predsodki svoje dobe in kako niso prav nič razumni. Želi si vernike, ki bodo znali svobodno in razumsko presojati svet okoli sebe.

## Interpretacije
Zločin, krivda, pokora, greh
Motiv zločina in kazni se v romanu nenehno prepleta. Moralno najbolj sporen je Polikarp, ki v dolgi vojni počne vse grozote, ki so običajno prisotne v vojnah. Poleg tega menja strani bojevanja, saj ga zanimajo le njegove ugodnosti in dobiček. Njegov največji zločin pa je umor vojaškega kolega Jošta, kar stori iz čiste lakomnosti. Kasneje s tem "krvavim" denarjem kupi posestvi na Visokem, kjer se sicer izkaže za dobrega gospodarja. Breme krivde pa ga podzavestno obremenjuje in ga napravi mrkega, grobega, odljudnega. Ker je bil obremenjen s svojim zločinom, je nezavedno delal krivico svojim najbližjim, predvsem Izidorju. Kajti ko Izidor vzame v kleti zlatnik, ga nečloveško kaznuje. Kazen je nepravična zlasti zato, ker je Polikarp prav zaradi teh zlatnikov moril, zdaj pa zaradi kraje enega zlatnika nemočnemu otroku odseka prst. Zanimivo je, da Polikarp s tako trdo vzgojo skuša obvarovati sina podobne usode, kot je doletela njega; želi ga obvarovati pohlepa pred tujim imetjem. Nauk, ki ga Izidor spozna tekom odraščanja, je jasen: usmiljenja ni, je le kazen, strašna in ponižujoča. 
Polikarpa na smrtni postelji skrbi za svojo onostransko življenje, skrbi ga, da za svoj greh ni opravil pokore. Zato sebično preloži breme svoje pokore na Izidorjeva ramena. Naroči mu, kako naj popravi krivico, ki jo je on storil. Izidor mu priseže, da bo izpolnil njegovo voljo in z odplačevanjem očetove krivde na ta način simbolično vzdržuje vez z očetom oziroma mu tako izkazuje svojo brezpogojno privrženost. Izkaže se, da je Izidor zaradi tuje krivde, ki jo sedaj nosi on sam, nesrečen. Sprijaznil se je s svojo nesrečo, trpljenjem in brezizhodnostjo, kar je značilno za ljudi, ki fanatično verujejo. Izidorju se zdi popolnoma normalno, da je njegov življenjski projekt postalo odplačevanje krivde svojih prednikov in to tudi navaja kot razlog, zakaj njegovo življenje ni polno, radostno, srečno. 
Kaj pa pravi Sveto pismo o dedovanju krivde? "Gospod, gospod, usmiljen in milostljiv Bog, počasen v jezi in bogat v dobroti in zvestobi, ki ohranja dobroto tisočem, odpušča krivdo, upornost in greh, toda nikakor ne oprosti krivde, ampak obiskuje krivdo očetov na sinovih in na sinov sinovih, na tretjih in na četrtih." (Mz, 2, 34). V 5. Mojzesovi knjigi še nekaj o kazni: "Očetje naj ne bodo usmrčeni zaradi sinov in sinovi ne zaradi očetov: vsak naj bo usmrčen za svoj greh." (Mz, 5, 24). Sveto pismo torej zagovarja dedovanje krivde in pokore, vendar pa se pri primeru smrtne kazni od te ideologije distancira: vsak naj bo usmrčen za svoj greh.
Kasneje se Izidor spopade tudi z lastno krivdo, ko zataji Agato v sodnem postopku. Njegova lastna krivda nima več pridiha strašljivosti in prekletstva, temveč se tiče njegovega konkretnega obstoja in njegove prihodnosti. Njegova kazen je pričakovana in racionalna: izguba Agate. Nato se Izidor poglobi vase in se odpove vsem materialnim dobrinam, gre v vojsko. Šele ta ključna dejanja v njegovem življenju lahko razumemo kot resnično njegova, plod njegove svobodne volje. Da življenje na koncu le poskrbi za etično izravnavo lahko razberemo tudi iz Marksove usode. Umre v mukah, brez roke, s katero je pred pričevanjem Agati krivo prisegel, in brez noge, ki si jo je bil v ta namen poškodoval.
Visoška kronika trdo zagovarja načelo etične izravnave: v življenju je človek za zlo dejanje kaznovan, vendar ne sme dopustiti, da nanj prelagajo krivdo drugi, saj si vsak zasluži biti srečen. Tavčar je jasno ponazoril svojo kritiko determinističnega fatalizma, saj je dodelano izrazil princip človekove polne odgovornosti zase, za svoja dejanja in za svoje uresničenje. Nihče drug ni "kriv" tvojega osebnega poraza kakor ti sam in po drugi strani je vedno nekje kanček upanja, da ni vse izgubljeno, da bi se dalo z določenim dejanjem (konkretno, z določeno odpovedjo) popraviti.
Avtobiografskost
Vsako delo lahko dojamemo kot odraz avtorjeve osebnosti, njegove ideologije. Tudi pri Visoški kroniki se najde marsikatera vzporednica z avtorjem, kar sta še posebej izrabila Marijan Kramberger in Marja Boršnikova, ki sta v svojih interpretacijah močno povezala Tavčarja in Izidorja. Marijan Kramberger se je posvetil Tavčarjevemu odnosu do kmetstva in religioznosti.
Tavčarjev odnos do kmetstva je bil precej kompleksen. Rojen je bil kot kmet in je ostal čustveno navezan na svoj rod in mladost. Vendar pa je pisatelj v Visoški kroniki do slovenskega kmeta subjektivno polemično in brezkompromisno kritičen. Kronist Visoške kronike je kot tipičen slovenski kmet nedejaven, neodločen, nesamozavesten, poln tradicionalnih predsodkov, vdan v svojo usodo, omejen, nedomiseln, neizkušen in v glavnem nesposoben za funkcioniranje med ljudmi. Ta kritika najverjetneje izvira iz Tavčarjevega liberalizma, saj so omenjene lastnosti nesprejemljive in nedopustne ravno liberalno usmerjenemu posamezniku. Kritika tipičnega slovenskega kmeta predstavlja eno od osrednjih pisateljevih družbenopolitičnih življenjskih izkušenj. Kajti vse življenje se je zaman trudil tudi na podeželju, kjer prevladuje klerikalizem, uveljaviti liberalistični ideal dejavnega človeka brez predsodkov. Tako je za kronista v romanu značilen skrajni konformizem, ni se sposoben odločati in ravnati po svoji osebni vesti in prepričanju in nikakor ne želi zaiti v nasprotje z javnim mnenjem, konvencijo, družbenimi tabuji itd. Glede na to, da na koncu Izidor moralno zmaga, se rehabilitira in prerodi, lahko sklepamo, da kljub hudi kritiki kmeta, pisatelj ne obupa nad njim. Tavčar združi element navezanosti na kmetstvo po rodu in mladosti in element kasnejše liberalistične kritike. Visoška kronika je tekst, kjer se uravnovesi Tavčarjev pogled na slovenskega kmeta, saj združi trezen in kritičen pogled na dejansko stanje in ob tem poudarja močno vero v človeka oziroma njegovo moralno-regenerativno moč.
Tavčar se je v svojem intimnem in družbenopolitičnem življenju z religioznostjo srečeval na različne načine. Kot študent je prebival v Alojzovišču, kjer ga je podpiral stric župnik in sam celo omeni, da je pomagal pisati Šmarnice (preprost pobožen tekst). Kasneje je kot strog liberalec živel v nenehnem političnem in literarnem prepiru s svojim stricem in ostalimi klerikalci. Tavčar je v svojem aktivnem političnem življenju religioznost pojmoval kot nekaj, česar že davno ne bi smelo več biti, nekaj kar se upira "zdravi pameti" in nekaj, kar zavira napredek. Kljub temu, da je bil klerikalcem močan politični nasprotnik, ga je z marsikom izmed njih vezalo osebno prijateljstvo.
Po mnenju M. Krambergerja lahko v Tavčarjevem zadnjem delu opazimo na nek način njegovo starostno vrnitev k religioznosti. Ne gre sicer za preprosto "vračanje" k mladostnim pogledom na svet, temveč za razvoj in sintezo, v kateri je upošteval tudi svoje liberalne izkušnje. Očitno je njegov politični poraz, ki je pomenil hkrati polom osebnega življenjskega projekta, eden od razlogov, da je v Visoški kroniki indirektno preklical vse svoje prejšnje napade na klerikalce in se z njimi na nek način celo spravil. V romanu je v ospredje postavil religioznega fanatista, ki je po njegovem mnenju tipični predstavnik determiniranega in mračnjaškega slovenskega ljudstva, predvsem slovenskega kmeta. Za konec romana prav temu religioznemu fanatiku ponudi možnost za rehabilitacijo, za rešitev, ki se konkretno ponuja v idealistični etični svobodi odpovedi in kontemplacije, s katero prostovoljno tako odločno sprejme in potrdi svoj determinirani poraz. Poraz negira in preseže ter tako izide iz spopada kljub vsemu kot zmagovalec. Prav religiozno prepričanje, ki temelji na fanatizmu, je tisti element, ki je v romanu Izidorju to preseženje omogočal in tudi sama zamisel rehabilitacije se očitno opira na pojmovni in izrazni svet krščanstva. 
Dvom v Izidorjevo rehabilitacijo in moralno očiščenje
Temeljno vprašanje, ki se pojavlja pri večini interpretacije je, ali Izidor po sojenju Agati doživi osebni pretres in prelomi s svojim prejšnjim življenjem ali ne. Za razliko od Marijana Krambergerja in Marje Boršnik Marija Mitrović končno Izidorjevo "spreobrnitev" razume precej drugače. Mitrovićeva dvomi v popolno etično očiščenje in osebno svobodo kronista.
Georgius Postumus, sin očeta Izidorja v pripisu napiše: "skoraj se zavedamo, da pred božjo milostjo še ni zadoščeno krvi, po Polikarpu preliti", kar nakazuje na to, da se Izidor očitno ni spokoril za očetove grehe in ni postal notranje svobodna osebnost. Georgius našteva nesreče, ki so se zgodile po Izidorjevi smrti, kar prav tako potrjuje, da kazni še ni konec. Izidorjev sin pa namerava svojo dušo posvetiti Bogu, saj bo tako lažje izprosil milost, za Visočane, ki so umrli pred njim. Ob tem se že napoveduje nesvobodna osebnost Georgiusa. 
Če bi se Izidor s tem, ko je predal posestvo, res potopil v svojo notranjo svobodo, mu ne bi bilo treba v boj, po očetovih stopinjah. Bojevanje nikakor ni v skladu z religioznostjo, a Izidor je religiozen človek. Vojska s svojo strogo hierarhijo in redom prav gotovo ne more biti prostor, kjer bi človek lahko izživljal svojo duhovno svobodo. Kljub temu, da Izidor najprej pravi, da je v vojski ostal zvest svoji službi, že v nadaljevanju pa se pohvali, koliko Turkov so pobili, kar kaže, da v vojni ni dosegel svojega namena. V vojno je namreč odšel, da bi se spokoril, da bi še enkrat plačal za očetov pohlepni zločin, domov pa prav tako pride s kupom pridobljenega blaga. Ko so ga v vojski poimenovali za desetnika je užival v lastni časti, pomanjševal in podcenjeval je svojega sovražnika, povzdigoval pa je lastno, suvereno in grobo obnašanje. Iz naštetih razlogov, bi težko potrdili tezo o t. i. Izidorjevem etičnem očiščenju.
Izidor se vrne domov kot invalid, umret na domačo zemljo. Ko leži na domači zemlji, kar naj bi bil odločilen prelomni trenutek za junaka, se do svoje strežnice Margarete vede izrazito pasivno in popolnoma nečloveško. Šele po Agatinem prigovarjanju Margareto končno vzame za ženo. Tako zopet pokaže, da nikakor ni doživel radikalnega, popolnega etičnega preporoda. O preporodu le govori, vede pa se še vedno enako: kot nesamostojna, avtoriteti podrejena osebnost. Dejstvo, da Izidor piše kroniko, kaže na njegov le navidezen preporod. S pisanjem kronike se spet javno izpoveduje in proglaša za krivega, ker očitno še vedno čuti potrebo po opravljanju pokore tudi po vseh teh transformacijah, ki jih je, kot sam trdi, preživel ob vrnitvi posestva, odhodu k vojakom in panteistični spojitvi z zemljo.
Simbolen pomen imen literarnih oseb
Tavčar je večino imen za literarne like prevzel iz zgodovinskih virov. Pomešal je le imena, priimke, značajske lastnosti in tako ustvaril kompleksne literarne like. Izmislil si le je imena Polikarp, Izidor, Agata Schwarzkobler in Othinrih.
Zanimivo je, da se romanu pojavita 2 Jurija, poleg Izidorjevega brata tudi njegov sin Georgius. Georgius je namreč latinska oblika imena Jurij. Sveti Jurij je na naših tleh dokaj 'priljubljen' svetnik, saj mu je posvečeno približno 70 cerkva. Bil je vojak v Mali Aziji, zato ga upodabljajo kot vojaka, ki s sulico prebada zmaja. Je zavetnik vojakov, kmetov, rudarjev, kovačev, popotnikov, zapornikov in še nekaterih drugih poklicev. Ime izhaja iz grškega georgos, kar pomeni 'poljedelec', 'vinogradnik', kar se ujema s pomenom imena Polikarp. Zato bi lahko Jurija razumeli kot 'bolj' Polikarpovega potomca kot pa Izidorja. Jurij je odločnejši in bolj vročekrven od Izidorja in zato bolj podoben očetu. 
Ime Izidor izhaja iz grškega isidoros in pomeni 'dar boginje Izide'. Sveti Izidor goduje 15. maja. Bil je kmečki hlapec v Madridu in se je odlikoval po zvestobi gospodarju, veliki delavnosti in pobožnosti. Upodobljen je s kmečkim orodjem in rožnim vencem. Poleg omenjenega svetnika, pa bi Tavčarja pri oblikovanju lika Izidorja lahko navdihnil tudi Izidor Seviljski, ki goduje 4. aprila. Izidor Seviljski je bil velik učenjak, ukvarjal se je z enciklopedičnim delom. Popisal je tudi zgodovino od stvarjenja do leta 615 in jo naslovil Chronica majora. Mogoče je sklepati, da je Tavčar lastnosti obeh združil v liku Izidorja.   
Polikarp je na Slovenskem redko ime. Polykarpos je iz grškega polys 'številen, velik, močan' in karpos 'sadež, žetev, uspeh, korist'. Slovenski prevod imena bi bil Grozdan, kar je pomensko podobno imenu Jurij. Polikarp je bil smirnski škof in je umrl mučeniške smrti. Dosojena mu je bila smrt na grmadi, vendar ga ogenj ni hotel zajeti, zato so ga ubili z nožem. Upodobljen je kot starec, na grmadi, z ognjem in bodalom. Goduje 23. februarja in naj bi pomagal pri bolečinah v ušesih. 
Agathe v grščini pomeni 'dobra'. Na naših tleh je to redko ime, prav tako je sveti Agati posvečena samo ena cerkev. Ker je bila Agata zalo in premožno dekle, jo je snubil župan Cantine na Siciliji. Ker ga je zavrnila, jo je za kazen najprej dal v javno hišo, nato pa jo je dal še mučiti. Odrezali so ji namreč prsi, zato je na slikah upodobljena s pladnjem, na katerem nosi svoje prsi. Bog je njeno trpljenje maščeval s potresom, zato je priprošnjica v molitvah proti naravnim nesrečam in požarom. Ker so ljudje, ki niso vedeli za svetniško legendo, na pladnju prepoznali dva hlebčka, so jo imeli za boginjo poljske rodovitnosti in krušno svetnico. Agatino drugo ime je Ema. Hema Krška je ena redkih svetnic slovenskega rodu. Po legendi ji naj bi rudarji, ki so bili kaznovani zaradi nemoralnega obnašanja, iz maščevanja ubili oba sinova. Ko je ovdovela, je veliko premoženja in posesti podarila novim faram in samostanom. Je zavetnica Koroške, priprošnjica molitev za srečen porod in proti boleznim oči.  
Narodno v romanu
Ob analizi Visoške kronike nikakor ne moremo mimo večkrat poudarjene nacionalne dimenzije. O Izidorju ne moremo govoriti kot o zavednem Slovencu, saj je bilo v 17. stoletju še brezpredmetno govoriti o slovenski nacionalni zgodovini, lahko pa govorimo o deželni zavesti. Izraz 'kranjski' je v romanu uporabljen šestkrat.
Narodna zavest je še bolj izrazita zaradi očitne protinemške naravnanosti. Poleg izraza Nemec se v romanu pojavlja tudi izraz Tajčar. Polikarp pravi, da so Tajčarje imenovali tiste, ki so prišli z Nemškega v naše kraje in nam odvzeli najboljše kmetije. Očita jim, da so lačni zemlje, surovi, privoščljivi, egoistični, napihjeni; njihovemu govoru pravi 'lajanje'. Ker so bili Nemci gospodarsko uspešnejši, je imel Polikarp posebno strategijo, kako obvladati njihovo moč. Bil je namreč mnenja, da je treba omožiti Nemko, da ta ne bo imela nemških otrok, temveč slovenske. Tako bomo Nemce obvladali z asimilacijo. 
V romanu se narodna zavest prepleta tudi s kmečkim, gruntarskim ponosom. Ko grajski glavar po pretepu med Wulffingovima sinovoma in Izidorjem Nemca razglasi za nedolžna, Izidorja pa vtakne v klado, ker ta ni hotel poklekniti pred njim, Izidor pravi: "Ali če bi mi glavo odrezali, v tistem hipu ne bi pokleknil, tako zelo se je v meni uprla poljanska kri! In če bi bil morda sam škof stal pred mano, bi ne bil hotel poklekniti, nikdar pa pred njegovim oskrbnikom, ki je živel od desetine in davščin, katere je moral pri nas pobrati, če je hotel živeti" (str. 84, 85/108).

## Zgradba, slog in jezik
Visoška kronika je zgrajena premišljeno; ima 14 poglavij in pripis. Ima simetrično dvodelno zgradbo. Prvih sedem poglavij je v znamenju osrednje osebnosti, Polikarpa, njegova zgodba je analitična in razlaga vzroke za trenutno stanje. Drugi del prav tako sestavlja sedem poglavij, osrednja oseba je Izidor. Pripoved o Izidorju je sintetičen in poteka od vzroka k posledici. 
Delo je tako romantično kot tudi realistično. Sama forma kronike izhaja iz romantike. Nekateri literarni liki so bolj realistični, drugi bolj romantični oz. so skupek realističnih in romantičnih značilnosti. Polikarp je realističen lik, ker ima tako dobre kot slabe lastnosti, za razliko od matere Barbare, ki je idealizirana in je zato romantični lik. Veliko pa je romantičnih motivov, npr. skrivnostna preteklost, ciganska prerokba, skrivnostni in kontrastni dogodki, naključna srečanja po dolgih letih ipd.
Za kroniko je značilen kronikalni slog. Tega pisatelj še posebej dovrši s pomočjo jezika. Jezika ni sistematično arhaiziral, temveč se je omejil samo na nekatera sredstva, v veliki meri na besedni red in ponavljanja. Malo je arhaičnih besed, le nekaj latinizmov, precej je tujk, ki se nanašajo na vojaško življenje (kamerad, batalja ipd.) in na sodstvo (asesor). Veliko uporablja pasiv, baročno kopičene pridevnike in ekspresivne glagole. Oblikuje dolge povedi, primere jemlje iz kmečkega življenja in biblijske snovi, kar učinkuje še bolj arhaično. Navaja datume (datira redno s svetniškimi godovi), uporablja latinski zapis starih imen. Iz arhivskega gradiva se je spoznal s titularnim fevdalnim slogom (Jaz, Georgius Postumus, sin očeta Izidorja, rojen ...). Element arhaiziranja je tudi besedilo ob robu, ki ima funkcijo podnaslova, povzetka ali komentarja.

## Izdaje
Zaradi šolskega povpraševanja je bil roman deležen številnih izdaj. 
- Tavčarjevih zbranih spisov VI.zvezek. Uredil Ivan Prijatelj. Ljubljana : Tiskovna zadruga, 1921. Zbirka: Slovenski pisatelji. (COBISS)
- Prva samostojna knjižna izdaja:  Visoška kronika : zgodovinska povest. Ilustriral: Tone Kralj. Gorica : Goriška Mohorjeva družba, 1931. (COBISS)
- Visoška kronika. Svoji ženi Frančiški, sedanji Visošci, poklanja Emil Leon. 1695. Uredila: Marija Jamar. Ljubljana, 1948. Zbirka: Klasje. (COBISS)
- Visoška kronika. Uredila: Marja Boršnik. Ljubljana: Državna založba Slovenije, 1951. Zbirka: Zbrana dela slovenskih pesnikov in pisateljev. (COBISS)
- Visoška kronika Prvi del 1695. Ilustriral Boris Kobe. Ljubljana: 1953.
- Visoška kronika : 1695. Uredila:  Marija Jamar. Ilustriral Boris Kobe. Ljubljana: Mladinska knjiga, 1957. Zbirka: Knjižnica Kondor : izbrana dela iz domače in svetovne književnosti. (COBISS)
- Visoška kronika. Ljubljana : Državna založba Slovenije, 1965. Zbirka: Kiosk. (COBISS)
- Izbrano delo: Ivan Tavčar. Uredil: Franček Bohanec. Ljubljana: Mladinska knjiga, 1968. Zbirka: Naša beseda. (COBISS)
- Visoška kronika. Ljubljana:Prešernova družba, 1973. (COBISS)
- Visoška kronika: Ivan Tavčar. Ilustriral Ive Šubic. Ljubljana: Mladinska knjiga, 1978. Zbirka: Petdeset najlepših po izboru bralcev. (COBISS)
- Visoška kronika, 1695: Ivan Tavčar. Uredila: Marija Mitrović. Ljubljana: Mladinska knjiga, 1987. Zbirka: Hram. (COBISS)
- Visoška kronika: Ivan Tavčar Uredil: Gregor Kocijan. Ljubljana: DZS, 1993. Zbirka Klasje. Letn. 3. (COBISS)
- Visoška kronika: Ivan Tavčar. Uredila: Stanko Janež, Ivo Stropnik. Ilustriral: Uroš Hrovat. Ljubljana: Karantanija, 1997. Zbirka: Lastovka: najlepše zgodbe sveta. (COBISS)
- Ivan Tavčar, Uredil: Iztok Ilich. Ljubljana: DZS, 1998. Zbirka: Slovenska klasika. (COBISS)
- Visoška kronika: Ivan Tavčar. Uredil: Miha Mohor. Ilustriral: Uroš Hrovat. Ljubljana: Karantanija, 2002. Zbirka: Domače branje. (COBISS)
- Visoška kronika: Ivan Tavčar. Ljubljana: DZS, 2004. Zbirka: Slovenska zgodba: Dnevnikova knjižnica. (COBISS)
- Visoška kronika: Ivan Tavčar. Ljubljana: Intelego, 2005. Zbirka: Matura 2006. (COBISS)
- Visoška kronika: 1695. Ljubljana: Mladinska knjiga, 2005. (COBISS)
- Visoška kronika: Ivan Tavčar. Tržič: Učila International, 2005. Zbirka: Žepna knjiga. (COBISS)
- Visoška kronika: Ivan Tavčar. Spremna študija: Miran Hladnik. Ljubljana: Delo: Intelego: Študentska založba, 2006. Zbirka: Domača branja. (COBISS)

## Prevodi
- Italijanski: Streghe e demoni (Cronaca di Visoko) - Čarovnice in demoni (Kronika Visokega),1929.
- Nemški: Die Chronik von Visoko, 1947.
- Češki: Krev jeho na nás (Vysocká kronika) - Njegova kri na nas, 1948.
- Srbski: Visočka hronika, 1949
- Slovaški: Čarodejnica, 1949.
- Madžarski: Viszokói krónika, 1960.
- Poljski: Kronika rodu Khallanów, 1961.
- Makedonski: Visočka hronika, 1964.
- Bolgarski:
- Francoski: La chronique de Vissoko, 1975.